# Michael Romanov-Ilyinsky
Pour les articles homonymes, voir Ilyinsky.
Michael Romanov-Ilyinsky, né le 3 novembre 1959 à Palm Beach, en Floride, est un photographe et un philanthrope américain. 
Il est en 2011 le vice-président de l'Association de la famille Romanov.

## Famille
Le prince Michael est le fils du prince Paul Ilynsky (1928-2004) et de son épouse Angelica Philippa Kauffmann (1932).
Le 7 mai 1985, il épouse Marcia Marie Lowe avant de divorcer en 1986. Le 2 novembre 1989, il se remarie à Paula Gay Maier, mais cette union se termine également par un divorce en 1995. En 1999, il épouse Lisa Marie Schiesler (1973), dont il divorce en 2000. Le 13 mai 2010, il se remarie une quatrième fois avec Deborah Gibson (1963).
Avec Paula Gay Maier, le prince a une fille  Alexis Mikhaïlovna Romanova-Ilinskaïa (1994).

## Biographie

### Enfance du prince Michael Romanov-Ilyinsky
Le prince Romanov-Ilyinsky grandit dans une maison de Cincinnati, celle-ci fut surnommée par les amis de ses parents « Le Kremlin ». À cette époque (1960-1970), le prince ignorait tout de ses origines. Jeune, il ne possédait pas l'éducation, l'allure d'un prince impérial issu de la maison Romanov. En effet, il déserta les bancs de l'école à deux reprises, n'apprit pas la langue russe et fut victime de deux graves accidents : l'un en motoneige, l'autre en voiture dans lequel il a survécu miraculeusement. 
En 1979, le prince Romanov-Ilyinsky sortit diplômé de l'Indian Hill High School. En 1977, alors âgé de 18 ans, il reçut un héritage et mena une joyeuse vie.  

### Découverte de la terre de ses ancêtres
En 1987, le prince Michael Romanov-Ilyinsky, alors âgé de 28 ans, part à la recherche de ses racines. Il explore les différents souvenirs de son illustre famille, consulte les albums photos, accumule un maximum de renseignements dans les bibliothèques. Il consulte également les archives, et interroge son entourage sur l'histoire de la famille Romanov. Ses nombreuses recherches ayant porté leurs fruits, il prend alors la décision de se rendre en URSS. Il commence par soigner son addiction à l'alcool. 
En septembre 1989, ce descendant d'Alexandre II de Russie met pour la première fois le pied en terre russe. En Russie, cet ancien éthylique apporte son soutien aux personnes souffrant de cette dépendance à l'alcool, en ouvrant des discussions et en apportant son expérience aux malades.
De retour en Russie en 1994, il assiste à l'occasion de ce voyage à la grande réunion des membres de la famille Romanov à Saint-Pétersbourg. En 1998, il assista aux funérailles de Nicolas II de Russie et de sa famille. Au cours des années 2000, ses voyages en Russie se succédèrent. Au cours de ses nombreux déplacements, le prince fait don à la Russie de différents objets ayant appartenu à la famille impériale. 
Le 9 avril 2013, le prince Romanov-Ilyinsky fit don au musée de Tsarskoïe Selo de livres, de photographies des membres de la famille impériale, de tableaux, de gravures, de lettres et des portraits du grand-duc Dimitri Pavlovitch de Russie, et de l'impératrice Ielizaveta Fiodorovna de Russie).
En mai 2013, le prince et son épouse assistèrent à la commémoration du 400e anniversaire de la fondation de la dynastie des Romanov.

### Les Romanov natifs des États-Unis

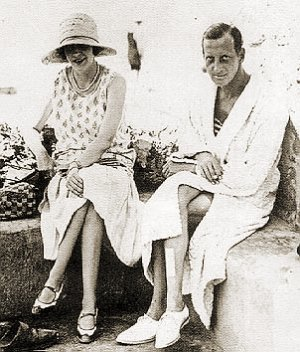
Le grand-duc Dimitri Pavlovitch de Russie et son épouse Audrey Emery, les grands-parents paternels du prince Michael Romanov-Ilyinsky

Le prince Paul Ilyinsky n'aborda jamais l'histoire de la famille Romanov. Malgré tout, son fils, le prince Michael porte avec fierté le nom de Romanov. Il connaît avec exactitude la généalogie des Romanov, l'histoire de chacun des membres de cette famille. Selon Michael Romanov-Ilyinsky, son père, le prince Paul Ilyinski fut « Le seul Romanov de la fonction publique ».